# Думбравены (Сорокский район)
Думбравены также Думбрэвень (рум. Dumbrăveni) — село в Сорокском районе Молдавии. Наряду с селом Вадяны входит в состав коммуны Вадяны.

## История
Думбравены (Домбровены) — первая и самая крупная в экономическом отношении еврейская сельскохозяйственная колония Бессарабии. Основана в 1836 году 24 семействами на 1179 десятинах земли. В 1888 году — 63 семейства, в 1899 году — 37 семейств (1874 человека).

## География
Село расположено на высоте 234 метра над уровнем моря.

## Население
По данным переписи населения 2004 года, в селе Думбрэвень проживает 377 человек (177 мужчин, 200 женщин).
Этнический состав села:
| Национальность | Число жителей | Процентный состав |
| -------------- | ------------- | ----------------- |
| молдаване      | 339           | 89,92             |
| украинцы       | 19            | 5,04              |
| русские        | 17            | 4,51              |
| гагаузы        | 1             | 0,27              |
| прочие         | 1             | 0,27              |
| Всего          | 377           | 100 %             |

## Уроженцы
- С. Веритэ (Самуил Варетэ; 1901 — не ранее 1977) — еврейский прозаик, переводчик, журналист.